# Niedźwiada (Lubartów)
Pour les articles homonymes, voir Niedźwiada.
Niedźwiada (prononciation : [ɲed͡ʑˈvjada]) est un village polonais de la gmina de Niedźwiada dans le powiat de Lubartów de la voïvodie de Lublin dans l'est de la Pologne.
Le village est le siège administratif (chef-lieu) de la gmina appelée gmina de Niedźwiada.
Il se situe à environ 10 kilomètres au nord de Lubartów (siège du powiat) et 30 kilomètres au nord de Lublin (capitale de la voïvodie).
Le village comptait approximativement une population de 308 habitants en 2012.

## Histoire
De 1975 à 1998, le village est attaché administrativement à l'ancienne Voïvodie de Lublin.

Depuis 1999, il fait partie de la nouvelle voïvodie de Lublin.